# Bhokardan
Bhokardan är en ort i Indien.   Den ligger i distriktet Jalna och delstaten Maharashtra, i den centrala delen av landet, 900 km söder om huvudstaden New Delhi. Bhokardan ligger 595 meter över havet och antalet invånare är 16 950.
Terrängen runt Bhokardan är platt. Runt Bhokardan är det ganska tätbefolkat, med 207 invånare per kvadratkilometer. Närmaste större samhälle är Sillod, 13,2 km väster om Bhokardan. Trakten runt Bhokardan består till största delen av jordbruksmark.